# Indals landsfiskalsdistrikt
Indals landsfiskalsdistrikt var 1918–1964 ett landsfiskalsdistrikt i Västernorrlands län, bildat när Sveriges indelning i landsfiskalsdistrikt trädde i kraft den 1 januari 1918, enligt beslut den 7 september 1917. Den 1 januari 1965 avskaffades i Sverige samtliga landsfiskaler och landsfiskalsdistrikt, och deras arbetsuppgifter delades upp på de nyskapade indelningarna polisdistrikt, åklagardistrikt och kronofogdedistrikt.
Landsfiskalsdistriktet låg under länsstyrelsen i Västernorrlands län.

## Ingående områden
Genom kommunreformen 1 januari 1952 sammanslogs distriktets tre kommuner till Indals-Lidens landskommun.

### Från 1918
- Holms landskommun
- Indals landskommun
- Lidens landskommun (före 1 januari 1936 benämnd Indals-Liden)

### Från 1952
- Indals-Lidens landskommun